# Herrère
 Herrère  es una población y comuna francesa, en la región de Aquitania, departamento de Pirineos Atlánticos, en el distrito de Oloron-Sainte-Marie y cantón de Oloron-Sainte-Marie-Est.

## Demografía
| 458 | 342 | 330 | 422 | 504 | 507 | 518 | 506 | 476 | 461 | 432 | 442 | 387 | 376 | 374 | 376 | 370 | 349 | 380 | 323 | 347 | 302 | 286 | 277 | 288 | 290 | 290 | 281 | 288 | 309 | 324 | 374 | 369 | 365 |
| Para los censos de 1962 a 1999 la población legal corresponde a la población sin duplicidades (Fuente: INSEE [Consultar]) |     |     |     |     |     |     |     |     |     |     |     |     |     |     |     |     |     |     |     |     |     |     |     |     |     |     |     |     |     |     |     |     |     |

## Economía
La principal actividad es la agrícola (ganadería, policultivo y pastos).